# Thomas Michael Holt

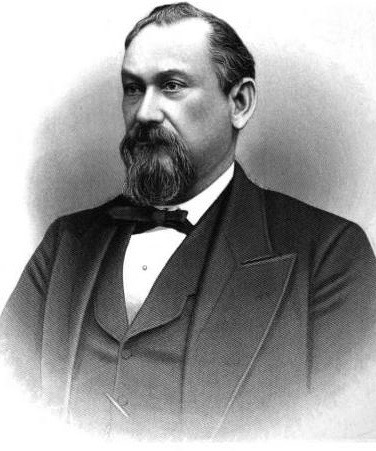
Thomas Michael Holt

Thomas Michael Holt (* 15. Juli 1831 im Alamance County, North Carolina; † 11. April 1896 ebenda) war 47. Gouverneur von North Carolina.

## Frühe Jahre und politischer Aufstieg
Thomas Holt besuchte das Caldwell Institute und die University of North Carolina. Nach einem kurzen Aufenthalt in Philadelphia in Pennsylvania, wo er erste Erfahrungen im Geschäftsleben sammelte, kehrte er 1858 nach North Carolina zurück und gründete zusammen mit seinem Vater eine erfolgreiche Textilfabrik. Er bekannte sich zur Demokratischen Partei, für die er von 1876 bis 1877 in den Senat von North Carolina einzog. Zwischen 1883 und 1887 war er Mitglied des Abgeordnetenhauses von North Carolina. Bei den Wahlen des Jahres 1888 wurde er zum Vizegouverneur von North Carolina gewählt.

## Gouverneur von North Carolina
Nach dem Tod von Gouverneur Daniel Fowle am 7. April 1891 fiel Thomas Holt das Amt des Gouverneurs zu. Seine Aufgabe bestand zunächst darin, die angebrochene Amtszeit seines Vorgängers zu beenden. Während seiner Amtszeit wurde das Landwirtschaftsministerium ins Leben gerufen, drei neue Hochschulen (Colleges) wurden eröffnet und das Haushaltsdefizit reduziert. Der weitere Ausbau des Eisenbahnnetzes wurde gefördert und eine Heilanstalt für Hörgeschädigte wurde in Morgantown errichtet. Trotzdem gelang es ihm nicht, 1892 erneut nominiert zu werden. Seine Partei nominierte statt seiner Elias Carr, der dann auch sein Nachfolger wurde.

## Weiterer Lebensweg
Nach seinem Ausscheiden aus dem Amt des Gouverneurs zog sich Holt aus der Politik zurück. Er war noch Kurator der University of North Carolina und des Davidson Colleges. Holt starb 1896, er war mit Louisa Moore verheiratet. Das Paar hatte fünf Kinder.